# Амурский экорегион
Амурский экорегиональный комплекс (Amur-Heilong Ecoregion Complex) — это эколого-географическая единица, включающая в себя весь бассейн Амура, а также водосборы рек Приморья и Хабаровского края, впадающих в Японское море. Он включает в себя 15 наземных экорегионов планеты, из которых три — глобального значения для сохранения биоразнообразия (WWF Global 200). Экорегион является трансграничным, так как расположен не только на юге Дальнего Востока России, но и в Северо-Восточном Китае и восточной Монголии.

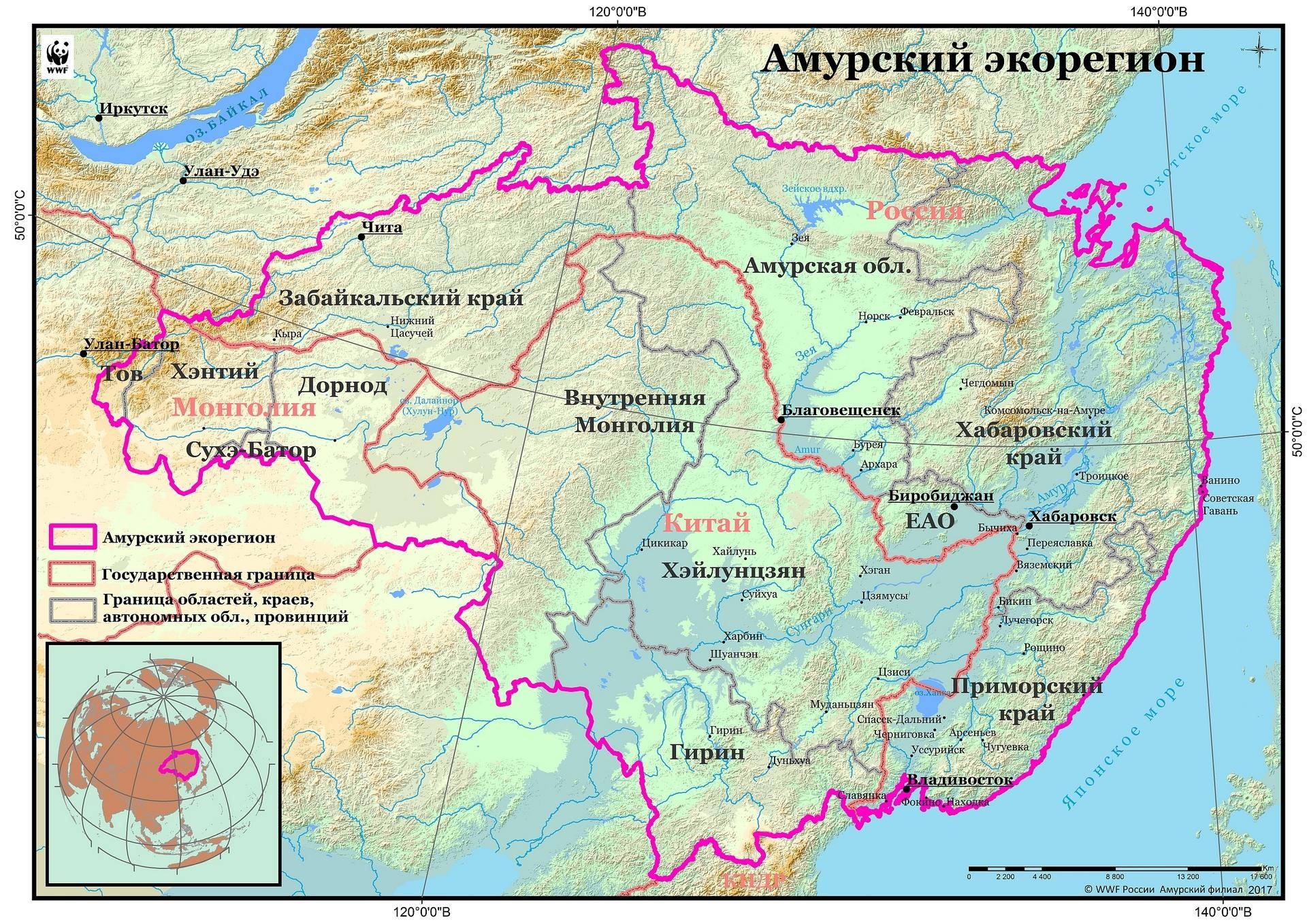
Карта амурского экорегиона

## Географическое положение
Амурский экорегион включает полностью бассейн Амура (в Китае ее называют Хэйлунцзя́н (кит. упр. 黑龙江, пиньинь Hēilóngjiāng, буквально: «река черного дракона») — самого крупного в Северо-Восточной Азии и одной из десяти великих рек мира. Берет Амур начало на Монгольском плато, более 2000 км служит границей Китая и России и впадает в Татарский пролив. Фактически это единственная река в Сибири, которая течет не с юга на север, а с запада на восток, образуя естественную границу между суровой северной тайгой и широколиственными лесами умеренного пояса.

### Площадь бассейна
- В России — 1150,2 тыс. км²
- В Китае — 941,5 тыс. км²
- В Монголии — 383,4 тыс. км²

Общая длина Амура превышает 5000 км (если считать от истока реки Керулен через Аргунь). Это делает Амур одной из самых крупных свободно текущих рек и одной из крупнейших пограничных рек мира.

## Климат[3]
В восточной части Амурского экорегиона преобладает влажный муссонный умеренный климат. На западе, в верховьях реки Онон регион защищен от влияния муссонов и более засушливый. Летом — жарко и влажно, весной — ветрено. Среднегодовая температура +4 °С.
Около 2/3 осадков выпадает в течение сезона дождей (июнь, июль, август), вызывая наводнения и самые сильные штормы. В переходные периоды — в мае и сентябре — дождей меньше. Во время сухого сезона, длящегося 7 месяцев с октября по апрель, количество осадков не превышает 15 % годовой нормы — это становится причиной дефицита влаги в большей части экорегиона.
Зимы продолжительные, холодные и малоснежные, грунт на большей части экорегиона промерзает на глубину более 2 м. Среднегодовые температуры от −7 °C на севере до +6 °C на юге. В январе температуры в пределах −12…-32 °C, в отличие от побережья Тихого океана — здесь теплее на 10 градусов под влиянием близости Охотского и Японского морей.
Со стороны Китая, в северно-восточной провинции Хэйлунцзян в январе морозы ниже −25 °C. В то же время в 230 км южнее, в провинции Цзилинь, всего −15 °C. Летом, наоборот, на юге холоднее, чем на севере.
Самый теплый месяц в году — август +17…+23 °С. При этом на равнинах и в горах китайской части региона 220—255 дней в году солнечно.

## Флора[4]
Флора Амурского экорегиона — восточносибирская приамурская, охотская, монголо-даурская. В тайге (бореальные леса) главными породами являются лиственница, ель аянская и сибирская, пихта почкочешуйная (белокорая). На западе частый спутник лиственницы — сосна.
В предгорьях и долинах горных рек Приамурья и Приморья произрастают хвойно-широколиственные неморальные леса с преобладанием кедра корейского и дуба монгольского, обладающие наибольшим биологическим разнообразием. Только в древесном пологе на одном участке, помимо кедра, дуба, ясеня, вязов и 3-х видов лип и пр. здесь встречаются более 20 пород деревьев, с такими редкими видами как орех маньчжурский, диморфант (калопанакс), тис остроконечный, пихта цельнолистная, бархат амурский, граб сердцелистный, а также лианы — дикий виноград, дикий киви (разные виды актинидии), лимонник. Всего в одном только Приморье сосудистых растений свыше 3 тыс. видов, из которых более половины названы полезными растениями.
В центрально-азиатских даурских степях на стыке России, Монголии и Китая преобладает растительность луговых степей, островные сосновые боры.

## Фауна
В реках бассейна около 140 видов рыб, в том числе семь видов мигрирующего лосося и находящаяся под угрозой исчезновения калуга — рыба семейства осетровых, достигающая веса до 1000 кг. Орнитофауна включает более чем 500 видов, а в списке млекопитающих числится около 100 видов.
Экорегион лидирует по уровню биоразнообразия фауны в Северной Евразии, поэтому Амурский филиал WWF России действует в рамках экорегиональной стратегии с учетом сохранения девяти самых редких видов-индикаторов Амур-Хейлонга, от благополучия которых зависит здоровье и равновесие всей экосистемы ареала. Под опекой Всемирного фонда природы (англ. World Wide Fund for Nature, сокр. WWF) находятся:
- Амурский тигр
- Дальневосточный леопард
- Монгольская антилопа дзерен
- Амурский горал
- Дальневосточная черепаха
- Японский журавль
- Даурский журавль
- Дальневосточный аист
- Калуга
- Амурский осетр

Исчезновение любого из перечисленных видов влечет необратимую цепную реакцию: нарушение баланса и разрушение экосистемы. Возвращение исчезнувшего животного в природу — сложный и трудоемкий процесс, занимающий десятилетия, зачастую безуспешно.

## История экорегиональной программы[6]
В 1994 году на Дальнем Востоке России и в Восточной Монголии начал работу Всемирный фонд дикой природы (WWF).

## Особо охраняемые природные территории[7]
Около 152 тыс. км² (12 % российской части Амурского экорегиона) находятся под защитой государства как ООПТ. Это 73 тыс. км² федеральных и 79 тыс. км² региональных ООПТ. Из них 75 тыс. км² создано при поддержке WWF России — шесть национальных парков, два заповедника и десятки заказников.
Всего в экорегионе 17 заповедников, в том числе 6 биосферных ЮНЕСКО — «Дальневосточный морской биосферный заповедник», «Сохондинский», «Кедровая падь», «Ханкайский», «Даурский» и «Сихотэ-Алинский». Последние два имеют статус Всемирного природного наследия ЮНЕСКО, так же как и национальный парк «Бикин».
Кроме того, 7 национальных парков, 7 экологических коридоров, 8 федеральных и 81 региональный заказник, 6 природных парков и водно-болотные угодья, в том числе отнесенные к Рамсаровским угодьям международного значения — озеро Ханка, Торейские озера, Хингано-Архаринская низменность, Зейско-Буреинская равнина, озеро Болонь, озеро Удыль.
«Ханкайский» и «Даурский» заповедники объявлены международными. Подготовлены документы для создания еще двух трансграничных ООПТ: «Истоки Амура», включающая российский заповедник «Сохондинский», заповедник «Хан-Хэнтий» (Монголия) и национальный парк «Онон-Балж» (Монголия); «Земля больших кошек» в составе заповедника «Кедровая падь» и национального парка «Земля леопарда» в России и Северо-Восточного национального парка тигров и леопардов в Китае. Для создания всеобъемлющей сети трансграничных ООПТ, экологических коридоров и буферных зон по инициативе WWF запущена Международная программа «Зеленый пояс Амура».
Интерактивная карта ООПТ Амурского экорегиона (Российская часть) доступна здесь

### Российские заповедники Амурского экорегиона
- «Бастак» (1271 км²), с уникальным рельефом Среднеамурской низменности и обрамляющего ее Буреинского хребта, с одним из самых крупных в бассейне Среднего Амура озером Забеловское. Редкие охраняемые виды: черный журавль, дальневосточный аист, амурский тигр.
- «Болоньский» на территории 1036 км², из которых 80 % — болота. Царство пернатых, с густой сетью рек и озер, где охраняют дальневосточного аиста, орлана-белохвоста, японского журавля. Озеро Болонь — одно из крупнейших в Приамурье, Рамсарское водно-болотное угодье[10]. Чтобы попасть в заповедник «Болоньский», надо обращаться в объединенную дирекцию государственных природных заповедников и национальных парков Хабаровского края «Заповедное Приамурье».
- «Большехехцирский» (454 км²) в междуречье Амура и Уссури, в 20 км от Хабаровска. Обитают 2400 видов чешуекрылых. Кроме охраны реликтового усача, дальневосточной черепахи и райской мухоловки, под защитой находится генофонд ценных лекарственных, реликтовых и редких растений. Чтобы попасть в заповедник «Большехехцирский», надо обращаться в объединенную дирекцию государственных природных заповедников и национальных парков Хабаровского края «Заповедное Приамурье».
- «Ботчинский» на 2674 км² в бассейне реки Ботча, из которых 810 км² занимает охраняемый федеральный заказник «Тумнинский». Местонахождение миоценовой ископаемой флоры. Под защитой: амурский тигр, черный журавль, утка-мандаринка.
- «Буреинский» — горный массив с первозданной природой, порожистыми реками, заснеженными шапками вершин и самым высоким водопадом Дальнего Востока — Неожиданный (высота 70 м). На 3570 км² обитают 192 вида птиц, из которых под охраной: уязвимая малоизученная дикуша, черный журавль, буреинский хариус.
- «Дальневосточный морской биосферный заповедник». Общая площадь 643 км², из которых 630 км² — морская акватория в заливе Петра Великого в Японском море. Под охраной: девичий виноград, желтоклювая цапля, малая колпица.
- «Даурский» (458 км²) — часть международного заповедника «Даурия», одного из крупнейших в Азии. Включен в список Всемирного наследия ЮНЕСКО как часть российско-монгольского объекта «Ландшафты Даурии». Под его управлением два федеральных заказника: «Долина дзерена» (также в списке ЮНЕСКО) и «Цасучейский бор». Под охраной: реликтовая чайка, дзерен, даурский журавль, гусь-сухонос, манул.
- «Зейский» (994,3 км²). Расположен на хребте Тукурингра к северо-западу от реки Зея и вдоль реки Гилюй. Массив горной тундры, светлохвойных лесов и темнохвойной тайги. Охраняемые виды: дикуша азиатская, хохлатка тукурингра, княжик крупнолепестковый.
- «Кедровая падь» (180 км²) — самый маленький заповедник на Дальнем Востоке и самый старейший в России (1916 г.). Это биосферный резерват ЮНЕСКО в бассейне реки Кедровая падь, включающий южно-уссурийскую тайгу с реликтовыми чернопихтарно-лианово-широколиственными лесами и карстовыми пещерами. Охраняемые виды: дальневосточный леопард, амурский тигр, многолетняя лиана кирказон.
- «Комсомольский» (644,1 км²). Расположен неподалеку от Комсомольска-на-Амуре в устье реки Горин, крупнейшей нерестовой реки тихоокеанских лососей — кеты и горбуши, которая делит заповедник на две части. В состав входят заказники «Удыль», «Ольджиканский» и «Баджальский», а также памятник природы Силинский лес. К редким охраняемым видам отнесены белоплечий орлан, черный журавль, дикуша. Чтобы попасть в заповедник «Комсомольский», надо обращаться в Объединенную дирекцию государственных природных заповедников и национальных парков Хабаровского края «Заповедное Приамурье».
- «Лазовский» (1210 км²). Занимает южные отроги Сихотэ-Алиня, Заповедный хребет, междуречья рек Киевка и Черная, акваторию Японского моря, знаменитые острова Петрова и Бельцова. Основная специализация — восстановление популяции амурского тигра. Кроме него под охраной: пятнистый олень, горал и женьшень, а также рощи тиса остроконечного — возраст 800—1000 лет. Чтобы попасть в ООПТ «Лазовский», надо обращаться в Объединенную дирекцию Лазовского заповедника и национального парка «Зов тигра».
- «Норский» (2111,7 км²). Первый и единственный маревый заповедник в Приамурье («марь» по-эвенкийски — поросль карликовой березы, болото). Самая высокая в России плотность обитания черного аиста. Под охраной: стерх, черный аист, рыбный филин, скопа.
- «Сихотэ-Алинский» (4016 км²). Крупнейший заповедник в ареале амурского тигра, знаменитый большими массивами коренных, мало нарушенных кедровников. Простирается от скалистых берегов Японского моря вглубь материка на 93 км, включая восточные и западные отроги горного хребта Сихотэ-Алинь. Охраняемые виды: амурский тигр, амурский горал, рыбный филин.
- «Сохондинский» (2110 км²). Неповторимая южная тайга в южном Забайкалье, в самой возвышенной части Хэнтей-Чикойского нагорья в сочетании с величавыми гольцами массива Сохондо, многочисленными ледниковыми озерами и целебными сероводородными источниками. Охраняются: черный аист, каменушка, могильник, скопа, кабарга.
- «Уссурийский» (330 км²). Расположен в Уссурийском городском округе и Шкотовском районе Приморского края. Здесь реализуется Программа по изучению амурского тигра. Редкие охраняемые виды: амурский тигр, уссурийский когтистый тритон, усач реликтовый.
- «Ханкайский» (393 км²). Травянистые болота и луга по берегам озера Ханки и вытекающей из него реки Сунгачи, где селятся и останавливаются на перелете 225 из 287 видов пернатых, включенных в Список-приложение к международной Конвенции «Об охране перелетных птиц и птиц, находящихся под угрозой исчезновения, и среды их обитания». Охраняемые виды: дальневосточный аист, японский журавль, эвриала устрашающая.
- «Хинганский» (971 км²). Горно-таежный массив на юго-востоке Амурской области. Функционирует единственная на Дальнем Востоке Станция реинтродукции редких видов птиц, где выращивают для выпуска в дикую природу инкубированных птенцов японских и даурских журавлей. К охраняемым видам отнесен и дальневосточный аист. В заповеднике три ООПТ: федеральный заказник «Хингано-Архаринский», памятник природы «Лотос Комарова» и орнитологический заказник «Ганукан».

### Национальные парки России в Амурском экорегионе
- «Алханай» (1419 км²). Горно-таежный массив на территории Дульдургинского района Забайкалья. Редкие охраняемые виды: черный аист (птицы), бабочка Аполлон (насекомые), родиола розовая (растения). 12 минеральных источников с повышенным содержанием в воде йода и серебра, центральный палеовулкан юрского вулканария Голец Алханай.
- «Анюйский» (4293 км²). В Нанайском районе Хабаровского края (Россия). Представлены все основные ландшафты Приамурья — от горной тундры Сихотэ-Алиня до поймы Амура, включая реликтовый кедрово-широколиственный лес. Редкие охраняемые виды: амурский тигр, рыбный филин, чешуйчатый крохаль. Чтобы попасть в национальный парк «Анюйский», надо обращаться в Объединенную дирекцию государственных природных заповедников и национальных парков Хабаровского края «Заповедное Приамурье».
- «Бикин» (11,6 тыс. км²) — уссурийская тайга с территорией в среднем и верхнем бассейне реки Бикин Приморского края. Крупнейший в Северном полушарии участок смешанных лесов, где никогда не рубили лес. Охраняемые виды: амурский тигр, чешуйчатый крохаль, рыбный филин.
- «Земля леопарда» (2690 км²). С трех сторон окружает заповедник «Кедровая падь», на севере граничит с краевым зоологическим заказником «Полтавский». Наибольшая сеть фотомониторинга — всего 400 автоматических фотокамер. Здесь построен первый в России экологический автодорожный тоннель Нарвинский. Охраняемые животные: дальневосточный леопард, амурский тигр, амурский горал. Чтобы попасть в ООПТ «Земля леопарда», надо обращаться в объединенную дирекцию заповедника «Кедровая падь» и национального парка «Земля леопарда».
- «Зов тигра» (835 км²). Уссурийская тайга в южной части хребта Сихотэ-Алинь, у горы Облачная, в верхних частях бассейнов рек Милоградовка и Уссури. Место обитания всех редких, эндемичных и ценных видов млекопитающих юга Дальнего Востока. Под особой охраной амурский тигр и горал. Чтобы попасть в ООПТ «Зов тигра», надо обращаться в Объединенную дирекцию Лазовского заповедника и национального парка «Зов тигра».
- «Шантарские острова» (5155 км²). Более половины парка занимает водный фонд (2743 км²) в акватории западной части Охотского моря. Оставшаяся часть — острова с лиственничными и темнохвойными лесами, а также кекурами — столбовидными конусообразными скалами. Охраняют лебедей, черных аистов, охотского улита, белоплечего орлана.
- «Удэгейская легенда» (1037,4 км²). Уникальность парка — в насыщенности уссурийской тайги эндемиками и реликтовыми видами всех форм биологической жизни. Тисовым рощам около 800 лет, за что их занесли в программу «Деревья — памятники живой природы».

## Угрозы для основных экосистем Амурского экорегиона[11]
| Экосистема                                                   | Угроза                                                                    | Причины, первоисточники угрозы | Риски без принятия природоохранных мер |
| ------------------------------------------------------------ | ------------------------------------------------------------------------- | --- | --- |
| Водная среда обитания в реке Амур-Хейлонг и крупных притоках | Загрязнение окружающей среды                                              | - Рост населения; - экономическое развитие; - отсутствие санитарии, особенно в провинции Хэйлунцзян Китая; - нехватка сантехнических сооружений в крупных городах России | - Загрязнение водных путей фенолами, образовавшимися в результате разложения органических материалов; - сокращение биоразнообразия водной фауны                                                                                             |
| Водная среда обитания в реке Амур-Хейлонг и крупных притоках | Строительство гидроэлектростанций                                         | - Строительство Бурейской ГЭС и новых гидроэлектростанций на Амуре и других реках | - Нарушение естественного гидрологического режима; - потеря сезонных местообитаний для представителей водной фауны |
| Водная среда обитания в реке Амур-Хейлонг и крупных притоках | Вылов рыбы                                                                | - Неправильная оценка запасов тихоокеанских лососей и завышенные прогнозы на подходы рыбы в Амур на нерест - промысел тихоокеанских лососей рыбопромышленным предприятиями в низовьях Амура по завышенным квотам; - неограниченный вылов рыбы в Китае; - неадекватность законодательства и отсутствие правовых механизмов его применения в России; - браконьерский вылов | - Сокращение рыбных запасов; - невозможность восстановления популяции рыб; - утрата средств существования небольшими поселками и общинами; - риск исчезновения ценных промысловых видов рыбы                                                |
| Водно-болотные угодья бассейна реки Амур-Хейлонг             | Пожары в поймах лесов и лугов среды обитания представителей флоры и фауны | - Традиционное ежегодное свыжигание пастбищ и сенокосов, которые, как считается, увеличивают их урожайность | - Уничтожение птенцов наземных птиц, особенно журавлей; - потеря мест гнездования и разведения выводков; - подавление роста молодой поросли в местах вырубок и пожаров                                                                      |
| Водно-болотные угодья бассейна реки Амур-Хейлонг             | Сельское хозяйство и животноводство                                       | - Перевод не распаханных угодий в сельскохозяйственные земли; - ветровая эрозия гумусового слоя сельскохозяйственных земель; - чрезмерный выпас скота; - сбрасывание в почву стоков и других отходов животноводства | - Потеря дикой целины; - потеря плодородия почвы; - загрязнение воды; - эвтрофикация водоемов |
| Водно-болотные угодья бассейна реки Амур-Хейлонг             | Чрезмерная эксплуатация дикой природы                                     | - Нерегулируемая охота на перелетных птиц в районах зимовки в Китае; - браконьерство и нерациональное использование природных ресурсов в России; - рост популяции ворон | - Сокращение количества диких животных |
| Водно-болотные угодья бассейна реки Амур-Хейлонг             | Антропогенные лесные пожара                                               | - Уменьшение и фрагментация среды гнездования; - массовая гибель птиц в результате пожаров и браконьерства | - Исчезновение редких хищных птиц |
| Хвойные леса                                                 | Заготовка древесины                                                       | - Сплошные рубки и нерациональные лесозаготовки | - Уменьшение площади реликтовых лесов |
| Хвойные леса                                                 | Заготовка древесины                                                       | - Выборочная рубка ценных пород дерева | - Деградация экосистемы |
| Хвойные леса                                                 | Чрезмерная эксплуатация природных ресурсов                                | - Незаконная охота и коллекционирование | - Исчезновение редких видов растений и животных; - сокращение кормовой базы крупных хищников; - конфликты между людьми и крупными хищниками; - потеря среды обитания                                                                        |
| Восточно- Сибирская тайга                                    | Нерегулируемая эксплуатация ресурсов                                      | - Промышленная добыча ресурсов; развитие энергетики | - Трансформация природных экосистем; - сокращение пойменных лесов в ходе промышленной добычи золота; - затопление лесов в результате запуска Бурейской ГЭС                                                                                  |
| Восточно- Сибирская тайга                                    | Заготовка древесины                                                       | - Нерациональные лесозаготовки (первичные сплошные рубки); - антропогенные лесные пожары | - Исчезновение лесов после сплошных рубок на неустойчивых склонах или в вечной мерзлоте; - деградация экосистем; - сокращение лесного покрова в первую очередь диких лесов; - ускоренная эрозия; - негативное воздействие на водные объекты |

## Деятельность по сохранению Амурского экорегиона[12]
Первыми природоохранными мероприятиями в Амурском экорегионе стали проекты Всемирного фонда природы WWF в 1989 г.
Спустя пять лет, в 1994 г. в России открыли представительство WWF, которое предоставило помощь бригадам по борьбе с браконьерами в Лазовском и Сихотэ-Алинском заповедниках, где обитают амурские тигры, а также инспекции «Тигр» и опергруппе Примкрайохотуправления, работавшим в бассейне реки Бикин.
В 1995 г. WWF инициировал целевую программу «Сохранение амурского тигра», принятую на федеральном уровне. Через год по такой же схеме разработали и приняли «Стратегию сохранения амурского тигра в России», обобщив 50-летний опыт изучения амурских тигров в России и определив, как сохранить их популяцию. Во Владивостоке проведена первая международная конференция по сохранению дальневосточного леопарда, с участием общественных организаций России, Южной Кореи, Великобритании и США.
В 2004 году WWF России стал российской национальной организацией. За более чем четверть века для сохранения и приумножения природных богатств страны при его поддержке осуществили более 1000 полевых проектов в 47 регионах России на сумму свыше 137 млн евро:
- посажено более 1,5 млн саженцев корейского кедра в местах обитания леопарда;
- создано 7,6 млн гектаров новых ООПТ;
- увеличена численность дзерена с 500 до 30 000 особей;
- стабилизирована популяция тигра (580 особей обитает в дальневосточной тайге);
- в 3 раза выросла численность дальневосточного аиста;
- партнерами WWF взято в природоохранную аренду 600 000 га кедрово-широколиственных лесов для заготовки дикоросов, а не древесины;
- компании — партнеры WWF ввели мораторий на рубку 730 000 га леса и др.

## Заключение
Для сохранения биоразнообразия Амурского экорегиона важно беречь все его экосистемы с учетом их взаимосвязи и природной динамики. В этом помогут постоянное балансирование между экономическим развитием с рациональным использованием ресурсов, в первую очередь земли и воды, а также трансграничный подход к защите экологии, флоры и фауны.